# Eupithecia curacautinae
Eupithecia curacautinae es una especie de polilla de la familia Geometridae. La especie fue descrita por primera vez por Frederick Hastings Rindge habiendo sido descrita en 1987, con distribución en la Región del Biobío, Chile.

## Descripción
La longitud de las alas anteriores es de unos 7,8 milímetros (0,3 plg) en los machos y 8 milímetros (0,3 plg) en las hembras. Las alas anteriores son de color marrón grisáceo con escalas rojizas. Las alas traseras son de color más pálido con escalas rojizas. Se han registrado adultos volando en diciembre y febrero.